# 行意
行意（ぎょうい、治承元年（1177年）? - 建保5年11月29日（1217年12月29日））は、平安時代末から鎌倉時代初期にかけての天台宗の僧。父は関白太政大臣藤原基房。兄弟に左大臣隆忠、摂政師家、天台座主承円、興福寺別当実尊などがいる。山科僧正とも称される。新三十六歌仙の一人。

## 略歴
従兄弟にあたる覚尊僧正の室に入り、出家。建久4年（1193年）一身阿闍梨となり、建久8年（1197年）12月に真円から伝法灌頂を受けた。土御門・順徳両天皇の護持僧を務め、元久元年（1204年）と建暦元年（1211年）には修明門院藤原重子のために五檀法を修し、承元元年（1207年）8月には土御門天皇の病気平癒を祈願して北斗法を修している。建保4年（1216年）7月に園城寺長吏に任じられ、10月には崇福寺別当を兼任した。
和歌にも秀でており、建保2年（1214年）の内裏歌合などの歌合に参加している。『新勅撰和歌集』以下の勅撰和歌集にも入集している。